# Bitterenziane
Die Bitterenziane (Blackstonia) oder Bitterlinge sind eine Pflanzengattung innerhalb der Familie der Enziangewächse (Gentianaceae).

## Beschreibung

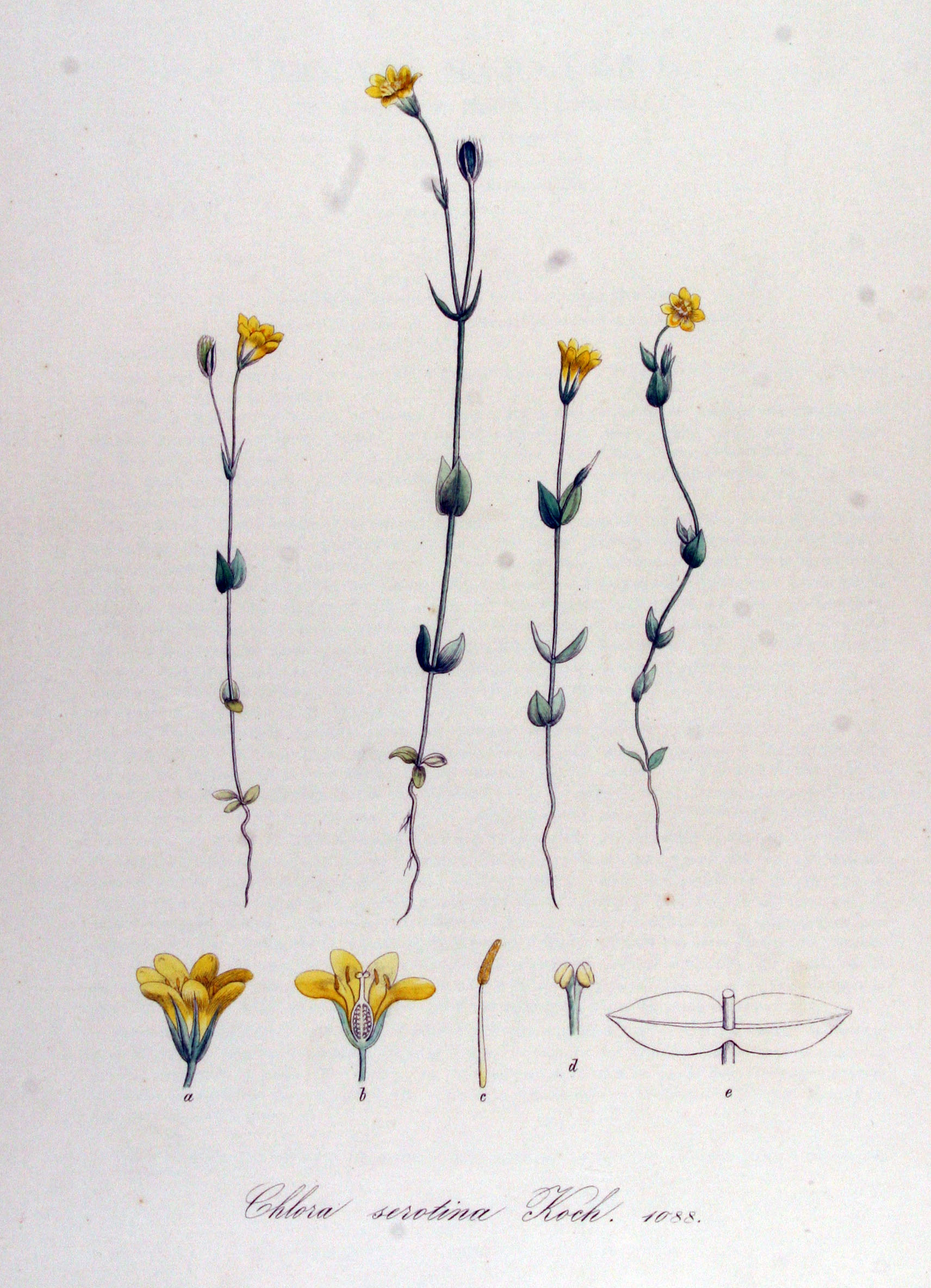
Illustration des Späten Bitterling (Blackstonia acuminata) aus Flora Batava, Volume 14

## Namensherkunft
Der deutsche Trivialname Bitterling hängt mit dem bitteren Geschmack der Arten zusammen, der u. a. auf das Glykosid Gentiopikrin, einen früher gegen Malaria verwendeten Bitterstoff zurückzuführen ist.

## Systematik
Die Gattung Blackstonia wurde 1762 durch William Hudson in Flora Anglica, S. 146 aufgestellt. Der Gattungsname Blackstonia ehrt den englischen  Botaniker John Blackstone (1712–1753). Ein Synonym von Blackstonia Huds. ist Chlora Adans.
Die Gattung Blackstonia gehört zur Subtribus Chironiinae aus der Tribus Chironieae innerhalb der Familie Gentianaceae.
Die Gattung Blackstonia enthält nur etwa vier Arten:
- Später Bitterling (Blackstonia acuminata (Koch & Ziz) Domin): Er wird von manchen Autoren auch als Unterart Blackstonia perfoliata subsp. serotina (Rchb.) Vollm. zu Blackstonia perfoliata gestellt.[8]
- Durchwachsenblättriger Bitterling (Blackstonia perfoliata (L.) Huds.): Es gibt mehrere Unterarten:
  - Blackstonia perfoliata subsp. intermedia (Ten.) Zeltner
  - Blackstonia perfoliata subsp. perfoliata
- Großblütiger Bitterling (Blackstonia grandiflora (Viv.) Maire): Er wird von manchen Autoren auch als Unterart Blackstonia perfoliata subsp. grandiflora (Viv.) Maire zu Blackstonia perfoliata gestellt.[8] Er kommt ursprünglich in Marokko, Algerien, Tunesien, Spanien, auf den Balearen, in Sardinien, Korsika und Sizilien vor.[8]
- Freiblättriger Bitterling (Blackstonia imperfoliata (L. f.) Samp.): Er wird von manchen Autoren auch als Unterart Blackstonia perfoliata subsp. imperfoliata (L. f.) Franco & Rocha Afonso zu Blackstonia perfoliata gestellt.[8] Er kommt in Europa in Portugal, Spanien, Menorca, Frankreich, Korsika, Sardinien, Sizilien und Italien vor.[8]